# Motherwell Football Club 2019-2020
Questa voce raccoglie le informazioni riguardanti il Motherwell Football Club nelle competizioni ufficiali della stagione 2019-2020.

## Stagione
- In Scottish Premiership il Motherwell si classifica al 3º posto (46 punti, in media 1,53 a partita), dietro a Celtic e Rangers.
- In Scottish Cup viene eliminato agli ottavi di finale dal St. Mirren (4-4 e poi 2-3 ai rigori).
- In Scottish League Cup viene eliminato agli ottavi di finale dagli Hearts (1-2).

## Maglie e sponsor
| Casa | Trasferta |

## Rosa
| N. |                             | Ruolo | Calciatore               |
| -- | --------------------------- | ----- | ------------------------ |
| 1  | Irlanda del Nord (bandiera) | P     | Trevor Carson            |
| 2  | Scozia (bandiera)           | D     | Richard Tait             |
| 3  | Irlanda (bandiera)          | D     | Jake Carroll             |
| 4  | Inghilterra (bandiera)      | D     | Liam Grimshaw            |
| 5  | Inghilterra (bandiera)      | D     | Peter Hartley (capitano) |
| 6  | Scozia (bandiera)           | C     | Allan Campbell           |
| 7  | Scozia (bandiera)           | C     | David Turnbull           |
| 8  | Scozia (bandiera)           | A     | Tony Watt                |
| 9  | Inghilterra (bandiera)      | A     | Chris Long               |
| 11 | Paesi Bassi (bandiera)      | C     | Sherwin Seedorf          |
| 12 | RD del Congo (bandiera)     | A     | Christy Manzinga         |
| 14 | Inghilterra (bandiera)      | A     | Jermaine Hylton          |
| 15 | Scozia (bandiera)           | D     | Barry Meguire            |

| N. |                             | Ruolo | Calciatore       |
| -- | --------------------------- | ----- | ---------------- |
| 16 | Croazia (bandiera)          | C     | Christian Ilić   |
| 17 | Scozia (bandiera)           | A     | James Scott      |
| 18 | Irlanda (bandiera)          | D     | Charles Dunne    |
| 19 | Scozia (bandiera)           | C     | Liam Polworth    |
| 20 | Inghilterra (bandiera)      | P     | Mark Gillespie   |
| 22 | Irlanda del Nord (bandiera) | D     | Liam Donnelly    |
| 24 | Uganda (bandiera)           | D     | Bevis Mugabi     |
| 25 | Scozia (bandiera)           | A     | Jamie Semple     |
| 31 | Scozia (bandiera)           | D     | Declan Gallagher |
| 37 | Scozia (bandiera)           | A     | Ross Maciver     |
| 41 | Scozia (bandiera)           | P     | Robert Hemfrey   |
| 44 | Inghilterra (bandiera)      | A     | Devante Cole     |
| 52 | Scozia (bandiera)           | C     | Mark O'Hara      |